# Iker Pozo
Iker Pozo La Rosa (Fuengirola, 6 agosto 2000) è un calciatore spagnolo, centrocampista del HNK Gorica.

## Biografia
Ha un fratello più grande José anch'egli calciatore, che gioca nel Pogoń Stettino.

## Carriera

### Club
Il 3 luglio 2025 viene acquistato a titolo definitivo dalla squadra croata del HNK Gorica.

## Statistiche

### Presenze e reti nei club
Statistiche aggiornate al 31 luglio 2025.
| Stagione        | Squadra         | Campionato      | Campionato | Campionato | Coppe nazionali | Coppe nazionali | Coppe nazionali | Coppe continentali | Coppe continentali | Coppe continentali | Altre coppe | Altre coppe | Altre coppe | Totale | Totale |
| Stagione        | Squadra         | Comp            | Pres       | Reti       | Comp            | Pres            | Reti            | Comp               | Pres               | Reti               | Comp        | Pres        | Reti        | Pres   | Reti   |
| --------------- | --------------- | --------------- | ---------- | ---------- | --------------- | --------------- | --------------- | ------------------ | ------------------ | ------------------ | ----------- | ----------- | ----------- | ------ | ------ |
| 2020-2021       | Eindhoven       | EED             | 28         | 3          | CO              | 1               | 0               | -                  | -                  | -                  | -           | -           | -           | 29     | 3      |
| feb.-giu. 2023  | Sebenico        | 1. HNL          | 7          | 0          | CC              | 3               | 1               | -                  | -                  | -                  | -           | -           | -           | 10     | 1      |
| 2023-2024       | Sebenico        | 2. HNL          | 31         | 2          | CC              | 1               | 0               | -                  | -                  | -                  | -           | -           | -           | 32     | 2      |
| 2024-2025       | Sebenico        | 1. HNL          | 19         | 0          | CC              | 0               | 0               | -                  | -                  | -                  | -           | -           | -           | 19     | 0      |
| Totale Sebenico | Totale Sebenico | Totale Sebenico | 57         | 2          |                 | 4               | 1               |                    | -                  | -                  |             | -           | -           | 61     | 3      |
| 2025-2026       | HNK Gorica      | 1. HNL          | 1          | 0          | CC              | 0               | 0               | -                  | -                  | -                  | -           | -           | -           | 1      | 0      |
| Totale carriera | Totale carriera | Totale carriera | 86         | 5          |                 | 5               | 1               |                    | -                  | -                  |             | -           | -           | 91     | 6      |